# Loïc Vliegen
Loïc Vliegen (Liegi, 20 dicembre 1993) è un ciclista su strada belga che corre per il team Wagner Bazin WB. È professionista dal 2015.

## Carriera
Dopo aver gareggiato, al primo anno da Under-23, con il team Continental Idemasport–Biowanze, nel 2013 venne messo sotto contratto dalla BMC Development, formazione di sviluppo del BMC Racing Team. Proprio con la BMC Development vinse il Triptyque Ardennais nel 2014, e la Flèche Ardennaise e tappe al Tour des Pays de Savoie, al Tour de Bretagne e alla Corsa della Pace Under-23 nei primi mesi del 2015.
Nel luglio 2015 debutta da professionista proprio con la squadra World Tour BMC, classificandosi ottavo al Tour de Wallonie. Nel 2016 si piazza decimo alla Freccia del Brabante e nono all'Amstel Gold Race, e viene convocato in Nazionale per la prova in linea Elite dei Campionati europei di Plumelec. Nel 2019 passa alla Wanty-Gobert e nel 2020 vince il Tour du Doubs.

## Palmarès
- 2014 (BMC Development Team, due vittorie)

1ª tappa Triptyque Ardennais
Classifica generale Triptyque Ardennais
- 2015 (BMC Development Team, quattro vittorie)

7ª tappa Tour de Bretagne (Liffré > Liffré)
Flèche Ardennaise
3ª tappa Corsa della Pace Under-23 (Jeseník > Jeseník)
3ª tappa Tour des Pays de Savoie (Chambéry > Saint-Michel-de-Maurienne)
- 2019 (Wanty-Gobert Cycling Team, due vittorie)

2ª tappa Giro di Vallonia (Waremme > Beyne Heusay)
Classifica generale Giro di Vallonia
- 2020 (Circus-Wanty Gobert, una vittoria)

Tour du Doubs
- 2022 (Intermarché-Wanty-Gobert Matériaux, una vittoria)

Classifica generale Giro di Vallonia

### Altri successi
- 2015 (BMC Development Team)

Classifica giovani Tour de Bretagne
- 2016 (BMC Racing Team)

Classifica scalatori Tre Giorni di La Panne
- 2017 (BMC Racing Team)

1ª tappa Vuelta a España (Nîmes, cronosquadre)

## Piazzamenti

### Grandi Giri
- Giro d'Italia

2018: ritirato (15ª tappa)
2022: ritirato (16ª tappa)
- Tour de France

2021: fuori tempo massimo (9ª tappa)
- Vuelta a España

2017: 112º

### Classiche monumento
- Milano-Sanremo

2020: 47º
2021: 56º
2022: 93º
2023: 151º
- Giro delle Fiandre

2019: 39º
2021: 84º
2024: ritirato
2025: ritirato
- Liegi-Bastogne-Liegi

2016: 65º
2018: ritirato
2019: ritirato
2020: 24º
2021: 92º
2024: ritirato
2025: ritirato
- Giro di Lombardia

2018: ritirato

### Competizioni mondiali
- Campionati del mondo

Ponferrada 2014 - In linea Under-23: 38º
Imola 2020 - In linea Elite: 40º

### Competizioni continentali
- Campionati europei

Offida 2011 - In linea Juniores: 3º
Olomuc 2013 - In linea Under-23: 44º
Nyon 2014 - In linea Under-23: 35º
Plumelec 2016 - In linea Elite:  ritirato